# Сподњи Порчич
Сподњи Порчич (словен. Spodnji Porčič) је насељено место у општини Ленарт, Подравска регија, Словенија.

## Историја
До територијалне реорганизације у Словенији био је у саставу старе општине Ленарт.

## Становништво
У попису становништва из 2011. године, Сподњи Порчич је имао 236 становника.
| Број становника према пописима | Број становника према пописима | Број становника према пописима |
| ------------------------------ | ------------------------------ | ------------------------------ |
| 1991                           | 2002                           | 2011                           |
| 103                            | 126                            | 236                            |

Напомена: Године 1989. умањено за делове насеља који су припојени насељима Ленарт у Словенских Горицах и Згорњи Жерјавци. У 2009. години повећано за део насеља Згорњи Порчич (Света Тројица в Словенских горицах).